# Sekarputih (Balongpanggang)
Sekarputih is een bestuurslaag in het regentschap Gresik van de provincie Oost-Java, Indonesië. Sekarputih telt 1616 inwoners (volkstelling 2010).